# 宇宙の戦士
『宇宙の戦士』（うちゅうのせんし、Starship Troopers）は、アメリカのSF作家ロバート・A・ハインラインによる、宇宙戦争をテーマとしたSF小説。1960年のヒューゴー賞受賞作品。

## ストーリー
人類が銀河全体に殖民を始めていた時代。高校を卒業したジュアン・リコ（ジョニー）は親友に誘われ深い考えもなく軍に志願、ほとんどの兵科に適性が認められず、もっとも過酷な「機動歩兵」に配属される。ジョニーが後悔しつつキャンプ・キューリーにて鬼軍曹ズイムの下で猛訓練を受けているころ、惑星クレンダツウを本拠とするアレクニド（蜘蛛に似た宇宙生物）との間に紛争が勃発、ブエノスアイレスが破壊され、全面戦争が始まった。同期兵ヘンドリックの規律違反除隊（兵籍剥奪）、模擬戦闘中の自身の不正による鞭打ちなどの逆境に遭い、母からの手紙を読み、時には除隊を考えつつも、高校時代の恩師デュボアの激励と、ズイム軍曹の訓練を経て一人前の歩兵、男として成長したジョニーは、兵員輸送艦ヴァリイ・フォージ所属ウィリー山猫隊に配属され、地球軍の敵主星クレンダツウ総攻撃作戦に初陣として参加。しかし逆に敗戦寸前の大敗北を喫し、部隊は壊滅する。残された策は、電撃的な降下作戦によるピンポイント奇襲攻撃、すなわち、ジョニーたち機動歩兵だけだった。
戦局が膠着する中、兵員輸送艦ロジャー・ヤング所属の“ラスチャック愚連隊”こと陸軍機動歩兵部隊に配属されたジョニーは様々な出会いと別れ、そしてブエノスアイレスに旅行中だった母の死を知り、戦闘、経験を積み重ねて成長。やがて士官学校を志願、職業軍人への道を選ぶ。そして士官学校への旅の途中、ブエノスアイレスがやられた直後に機動歩兵を志願した父エミリオと再会した。死んだと思われていた父、そしてデュボアからの再びの激励を受け、キャンプ･キューリーをも超える猛訓練と学科教育をどうにか乗り越えたジョニーは、最終試験として臨時の三等少尉となり、反攻の第一歩である「王族捕獲作戦」に参加することとなる。その試験とは実際に兵隊たちを指揮し、その命を預かる側に回る、というものだった。
小隊付軍曹の補助を受けつつ小隊長として「ブラッキーのならず者」隊麾下の第1小隊を指揮していくジョニーは、突如として湧きだしたアラクニドの軍勢に奇襲を受ける。しかしそれは兵隊ではなく労働階級を用いた偽装であり、残存戦力の乏しい敵が最後の反抗に出たことを意味していた。そのことに気付いたジョニーは、先行して敵の巣穴へと突入した軍曹を救出すべく自身もまた地下へと潜る。ジョニーは幾度かの交戦を経て部下を失いつつも、王族を捕獲した軍曹と合流したが、突如として発生した落盤によって気絶し、戦闘不能となった。成功に終わった「王族捕獲作戦」の帰路、彼は自分がまだ士官候補生として落第していないこと、そして軍曹が野戦任官を受け昇進したことを知る。だが、彼が優秀であることをジョニーは兵士になった日からわかっていた。その軍曹とはズイムだからだ。
「故郷とは心のあるところだ」。母語であるタガログ語の諺通り、ジョニーは故郷であるラスチャック愚連隊に少尉として帰ってきた。その後、年ごとに勝利を積み重ねた地球軍は、ついに敵主星クレンダツウへと再び侵攻することになる。「リコ愚連隊」を率いる指揮官となった彼は、部下を激励し、小隊付軍曹を務める父と共に降下カプセルへと乗り込む。

## 設定
舞台は未来の地球で、具体的に何世紀なのかは記述されていない。裕福な家庭に生まれた主人公の少年ジョニーが、高校卒業後に両親の反対を押し切って軍隊（地球連邦軍宇宙陸軍）に入り、徹底的にしごかれて、一人前の機動歩兵になっていく過程を描いた作品。特に、訓練キャンプ「アーサー・キューリー」での軍事訓練および宇宙生物との戦いを描いている。なお、主人公はフィリピン系、つまり非アングロサクソン系である。そのことは作品の終盤に、彼の母語がタガログ語であり、ラモン・マグサイサイを英雄視している、という形でかなり遠回しに明らかにされる。
21世紀初頭、増加する犯罪と政府の非効率に対して寛大すぎた西側諸国は荒廃し、加えて1987年に始まった覇権主義的な中国に対するアメリカ合衆国とイギリスとロシアの連合の大戦争で地上は破壊されたあげく、2130年に中国に敗北した連合国は一方的な捕虜解放など屈辱的な講和条約を締結させられ、終戦後の米英露は無政府状態となって秩序は崩壊した。混乱する地球社会においてスコットランドで自警団を立ち上げた退役兵たちは事態を収拾し、その後、新たに誕生した地球連邦では軍事政権によりユートピア社会が築かれていた。社会は清廉で規律を重んじ、能力主義が徹底され人種・性別による差別はなく、作中でもユダヤ人、日本人、ドイツ人、イタリア人、アラブ人、ヒンドゥー教徒（インド人）、インドネシア人、ヴェトナム人などあらゆる人種が性別に関係なく全く平等に活躍し、ただ軍歴の有無のみにより区別されている。すなわち、18歳以降に軍歴を形成して参政権を与えられた「市民」と、軍歴がないため参政権もない「一般人」である。なおこの区別は参政権といくつかの公職への就職を制限するだけのもので、見た目には両者とも全く区別なく生活し、言論や表現の自由も保障されてはいる。形態はアメリカ合衆国における“市民”と“永住権保持者”の違いに似る。
なお、兵役を経験し、軍歴の有る者だけに参政権を与える理由として、「兵役を経験した者は、自らの意志で、自分自身の利益より公共の福祉（社会全体・人類全体の利益）を優先させるからである」との見解が、作中で語られている。

## 議論
本作は1959年という、冷戦時代の真っ直中、ベトナムの情勢が戦争へ向けて大きく傾いていた時期に刊行された。軍事教練という「力による教育」の強調や、敵意を持った勢力に対してはこちらの側も相応の力を有していてはじめて対等に対峙できる、というスタンスが多くの議論を呼んだ。
作中では、主人公の歴史哲学の教師であるジャン・V・デュボア機動歩兵退役中佐が、軍事に貢献することで市民としての権利をえられたかつての都市国家（ポリス）時代のギリシャ、あるいはローマ帝国のような軍国主義的、戦争肯定的な発言を繰り返している。同時に、権利と安全は無償ではなく、国家を防衛するという義務と引き替えに個人の権利とその行使が保障されるという「市民」の基本概念をデュボアが主人公に熱心に説明する場面がある。作品中では最も基本的な市民の権利である統治権力の再選択権＝投票権は、兵役により「市民」（劇場版では「一般市民」に対して「特別市民」）となった者だけが有することができる。
また、「統制された暴力機構」としての軍隊と社会の規律と理想（暴力の行使が異常であることを軍人達が認識している）が語られ、さらには「過去」の軍隊、すなわち現在の現実に存在する軍隊は否定的に描かれているなどから、単純な保守派のマチズモとはいえないが、表面に現れている暴力肯定なイメージによって、拒否反応を示す読者や論者も多かった。
人類と敵対するアレクニドの、社会性昆虫のような生態が作中で共産主義に喩えられており、これは発表当時における社会主義国への皮肉であった。
戦争否定派からは「二等兵物語に宇宙服を着せただけ」という批判もあった（日本語版あとがきによる）。元々ハインラインには「◎◎をSF風にしただけ」という置き換え型の作品が多い。同じSF作家であるハリイ・ハリスンは反戦小説『宇宙兵ブルース』を書くことで、『宇宙の戦士』の軍国主義的な思想に皮肉と笑いをもって真っ向から対立した。ハインラインは数々の問題作を書いたが、『宇宙の戦士』はその最初のものである。
なお、作者のハインラインは基本的にリバタリアンであるが、アメリカ海軍兵学校を卒業し士官として勤務（後に結核により除隊）したり、社会主義者のアプトン・シンクレアに共鳴するなど、単なる右派でも左派でもなかった。アイザック・アシモフ曰く、元々のハインラインはリベラルであったが、ハインラインは保守的なバージニア・ガーステンフェルドと2度目の結婚をしてから変わったという（I. Asimov: A Memoir）。ハインラインの後の作品、例えば『月は無慈悲な夜の女王』では社会主義者あるいはリベラリストの名残も見られ、他にも『異星の客』のような共産主義的な風刺小説を書いたり、『愛に時間を』で国のために戦うのは馬鹿げているかのような発言をするなどした。本人の思想をそのまま語っているのではなく、その作中世界にあわせたキャラクターの発言とも取れる。ただし、個人の自由と独立、それを守るために戦うことについての強い愛着と信頼（そして戦わずしてそれを求める者への蔑視）はおおむね一貫している。

## 書誌情報（日本語訳）
- ロバート・A・ハインライン 著、矢野徹 訳『宇宙の戦士』早川書房〈ハヤカワ・SF・シリーズ 3136〉、1967年。
- ロバート・A・ハインライン 著、矢野徹 訳『宇宙の戦士』早川書房〈ハヤカワ文庫 SF 230〉、1977年7月。ISBN 978-4-15-010230-2。
- ロバート・A・ハインライン 著、内田昌之 訳『宇宙の戦士』（新訳版）早川書房〈ハヤカワ文庫 SF 2033〉、2015年10月22日。ISBN 978-4-15-012033-7。

## 関連作品・他の作品への影響

### パワードスーツ
作品中に登場する様々な小道具類やアイディアは、以降の作品に影響を与えた。特に、兵士が「着る」、すなわち着衣のように装着して体全体で操縦する、「装甲を施した宇宙服型ロボット兵器」という概念のパワードスーツ（強化防護服）のアイデアは、その後、多くのSF作品で類型の兵器を生む源流となり、特に1980年代から1990年代にかけて大流行した。例えば、ジェームズ・キャメロン監督の『エイリアン2』（1986年）のパワーローダーや設定は本作の影響を大きく受けたとされる。その他の具体例はパワードスーツの登場するサイエンス・フィクション一覧を参照。
日本のSF界では、1967年の新書版（ハヤカワ・SF・シリーズ版）ではなく、とりわけハヤカワ文庫版（1977年）の挿絵に登場するスタジオぬえの宮武一貴デザイン、加藤直之画によるパワードスーツの与えた衝撃が大きい。アメリカのペーパーバック（日本の「文庫本」相当）版に見られる伝統的な宇宙服に近いデザインから、「戦闘用機械」へ刷新したビジュアルは、多くの人がイメージする「パワードスーツ型兵器」の原型となった。この「ぬえ版パワードスーツ」は現在でも人気が高く、アクションフィギュアやプラモデルが発売されている。
その影響は映像分野へも波及し、SFアニメのメカニックデザインの重要な転換点となった。従来のヒーロー的なロボットとは異なる「軍用の人型量産兵器」という発想は、『機動戦士ガンダム』に始まるリアルロボット路線の基調となり、様々な人気メカニックを生みだした。『機動戦士ガンダム』に登場するガンキャノンのデザインには、先の「ぬえ版パワードスーツ」のデザインが活かされている。
なお、『ガンダム』の制作関係者にハヤカワ文庫版を紹介したのはスタジオぬえの高千穂遥で、本来の意図は「主人公の国籍が明かされるラスト部分の面白さ」を伝えることだったという。結果的にパワードスーツをヒントにモビルスーツのアイデアが生まれ、『宇宙の戦士』は内容の論議とは別に、「ガンダム誕生に寄与したSF小説」という評価を日本で得ることになった。
ただし作中においては「ぬえ版パワードスーツ」のデザインがもたらすようなヒロイック、強力な兵器といった活躍は薄い。作中でも敵の光線が装甲を透過して着用者が麻痺したり、装甲を貫通して負傷や戦死する描写が多く描かれており、戦局を覆す新兵器などではなく、歩兵たちの必須装備といった扱いに終始している。

### 小説

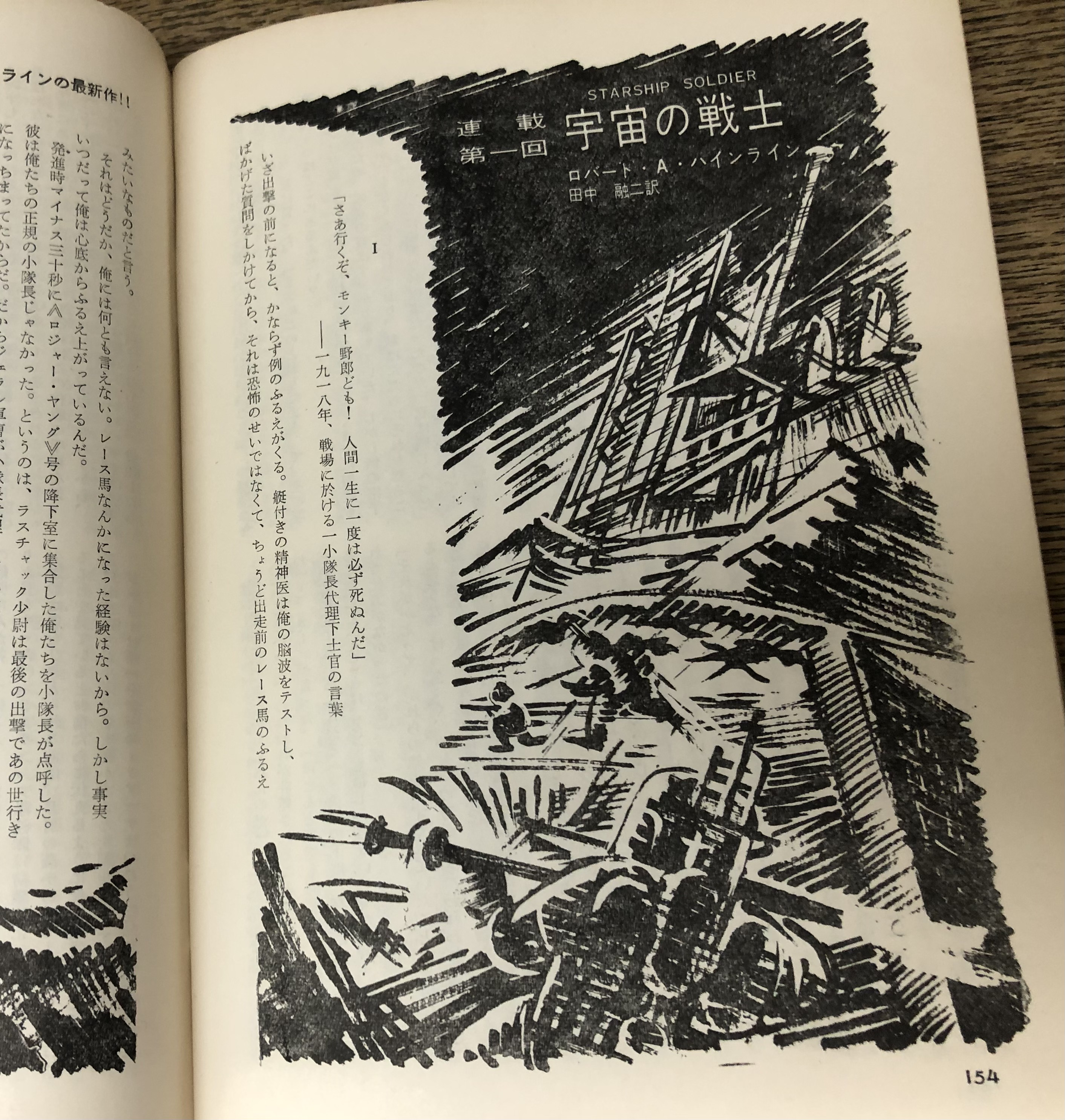
『宇宙の戦士』抄訳版の連載第1回が掲載された『S-Fマガジン』1961年2月号。

日本では、前述のハヤカワ文庫およびハヤカワ・SF・シリーズ版の刊行前に、『S-Fマガジン』1961年2月号から4月号に田中融二による抄訳が掲載された。
その後、1963年から1964年に小学館の少年雑誌『ボーイズライフ』に『宇宙の特攻兵』のタイトルで連載された。主人公が日系人であるなど翻案といえる内容だった。著者は後にハヤカワ版の翻訳も手がける矢野徹、挿絵は中西立太。当時高校生だった劇画家小林源文はその挿絵に感銘を受けて中西を訪ね、絵を学んだというエピソードがある。
ハリイ・ハリスンの『宇宙兵ブルース』は『宇宙の戦士』などの軍事SF小説に対するシニカルな批判的パロディとして発表され、作中にベトナム戦争を思わせる惑星と機動歩兵も登場する。また、パワードスーツ型兵器を用いた兵士による、異星人との戦いを描いた著名なSF作品として、ジョー・ホールドマンの『終りなき戦い』（The Forever War）がある。ここでは「コンバット・シェル」と呼ばれるパワードスーツ型兵器が登場する。
ジョン・スコルジーの『老人と宇宙』やロバート・ブートナーの『孤児たちの軍隊』 (Orphanage) といった、21世紀になって刊行された歩兵を主役とする軍事SFは、「21世紀版『宇宙の戦士』」と紹介されることがある。

### 映像化作品

#### 実写映画
スターシップ・トゥルーパーズ（1997年、アメリカ）
ポール・バーホーベン監督。邦題は小説の原題の片仮名表記となった。
作中にはパワードスーツは登場せず、むしろ生身の兵士と、異星の虫型生物「バグ」達との（グロテスクな）暴力描写が強調される。なお、米国版の実写作品やアニメ作品に、原作同様のパワードスーツが表現されない（されにくい）理由は、一般的に米国の映像作品では、主人公の顔や表情、動作（演技）の見えないメカニックの活躍表現は伝統的に禁忌とされているためである。特に実写作品の場合、俳優組合の影響が強いハリウッド映画界では、出演者の「顔出し」の有無やその長さはギャランティ設定や、出演交渉などを大きく左右する場合がある。パワードスーツの類が登場する場合は、搭乗者の顔や頭が外部から見える設計構造が基本である。
マイケル・アイアンサイド演じる教師ラズチャック（原作におけるデュボア）が、親からの教えとして非暴力を唱える生徒に暴力の有効性や実績を説き、また市民の担う義務と権利の関係、安全の有償性などについてリコに毅然と語り、戦場で最期を遂げる時も若い部下達に教えたとおりの潔い死に方を見せるなど、原作の設定はストレートに映像化されている。
ストーリーは多少の省略や変更点（父の生死など）はあるものの、表面上は原作に比較的忠実（最後にヒーローになるのは意外な人物である点）である。しかし、監督の主眼が巨大昆虫対未来兵士の壮絶な死闘というコンセプトであり、原作小説自体には本質的に興味がなく、内容の類似点からくる訴訟を避けるために映画化権を取得したという経緯から、その忠実さはむしろ皮肉に満ちている。ただし原作での主人公はフィリピン系であるという設定は無視され、白人のキャスパー・ヴァン・ディーンがリコを演じている（詳細はホワイトウォッシングを参照のこと）。
パワードスーツが登場しないというほぼ一点から、日本のマニアからは誤解を含め過度に嫌悪されることがある。
一方で、政府によるプロパガンダの描写などで軍国主義的側面は過度に強調されて皮肉られている。バーホーベンは映画内の皮肉や誇張について、「作中でファシズムの思想や想像力をもてあそぶことを通じて、アメリカ社会のある側面を描き出そうとした」と述べている。
バーホーベンは原作を最後まで読んでおらず、イギリスの映画雑誌「エンパイア」のインタビューで「2章だけ読んでつまらなくてやめた (I stopped after two chapters because it was so boring.)」と述べている。

スターシップ・トゥルーパーズ2（2003年、アメリカ）
1作目の10分の1以下という低予算で製作され、アメリカでは劇場公開されずテレビ映画として放送された。1作目と同様の世界設定を踏まえたもので、人間に寄生する「パラサイト・バグ」など、原作小説にはなかった存在が登場する。
監督はバーホーベンの盟友であり、モデルアニメーションの第一人者でもあるフィル・ティペットが担当し、監督デビュー作となった。原作小説を一応読もうとしたバーホーベンと違い、ティペットは「原作を一行も読んでいないし、今後も読む気はない」と豪語しており、シリーズにおける異色作である。

スターシップ・トゥルーパーズ3（2008年、アメリカ）
前2作で脚本を務めたエド・ニューマイヤーが監督した。ストーリーはオリジナルで、1作目の11年後の話になっており、主演は1作目と同じキャスパー・ヴァン・ディーンである。実写映画では初めてパワードスーツが登場するが、操縦が必要な点は原作と異なる。軍国主義に対する皮肉のこもった作品なのも1作目と同様である。ニューマイヤーは一貫してシリーズの脚本を担当しており、前任者たちよりも原作を読み込んでいるが、作中最も印象深かった箇所は主人公が懲罰として鞭打ちを受けるシーンであるといい、ユートピアにおける野蛮な刑罰を指摘している。

#### アニメ
宇宙の戦士（1988年、日本）
日本でOVAとしてアニメ化され、後にテレビでも放送された。製作はサンライズ。「軍隊における青春物語」としての性質が強く、また原作における思想は全く語られず、翻案作品といえる。パワードスーツのデザインはハヤカワSF文庫版同様に宮武一貴で、リファインされている。

スターシップ・トゥルーパーズ・クロニクルズ（1999年、アメリカ）
映画版の世界設定を受け継いで製作されたフルCGアニメーション作品。テレビシリーズとして放送された。原作小説にない独自のキャラクターたちからなる小隊を主役に、その小隊が転戦していく連続ドラマとなっている。ここでは、メックと呼ばれる歩行兵器や、惑星軌道上から落下降下（着地前に逆噴射を行った後に、爆散除装する）を行うアーマードスーツが登場する。原作小説に登場したような標準的な歩兵装備としてのパワードスーツは登場しない。一方、敵である「バグズ」には、原作小説になかった様々な亜種が登場する。

スターシップ・トゥルーパーズ インベイジョン（2012年、日本・アメリカ）
映画版4作目。日米合作により製作されたフルコンピュータグラフィックスアニメーション映画。監督は荒牧伸志。

スターシップ・トゥルーパーズ レッドプラネット（2018年、日本・アメリカ）
映画版5作目。前作に引き続いて日米合作により製作されたフルコンピュータグラフィックスアニメーション映画。監督は荒牧伸志・松本勝。

### ボードゲーム
アバロンヒルから、本作をモチーフとしたウォー・シミュレーションゲーム『ROBERT HEINLEIN'S Starship Troopers』がリリースされた。日本ではホビージャパンが翻訳マニュアルを添付して発売した。邦題は『宇宙の戦士』。パッケージにはパワードスーツを装着した機動歩兵（上述の伝統的な宇宙服に近いデザイン）の降下シーンと思しきイラストがあしらわれている。

### ビデオゲーム
Offworldから本作をモチーフとしたFPS『Starship Troopers: Extermination』がリリースされた。正式リリース日は2024年10月11日である。

なお1983年にエニックスからPC-8801用ソフトとして『宇宙の戦士』というタイトルのゲームが発売されているが、その内容は小説ともボードゲームとも無関係のアクションシューティングゲームである。